# Bojan Šober
Bojan Šober (Rijeka, 13. kolovoza 1957.), hrvatski je operni bariton i bas-bariton pjevač.

## Životopis
Rođen je u Rijeci 13. kolovoza 1957. godine gdje je završio osnovnu i srednju školu te diplomirao engleski jezik na Pedagoškoj akademiji Sveučilišta u Rijeci. Usporedo studira pjevanje u Italiji (Conservatorio di musica “G. Tartini” – Trst i Conservatorio di musica “C. Pollini” – Padova), a 1982. godine diplomira u Teatru alla Scala u Milanu (Centro di Perfezionamento per Cantanti Lirici) nakon dvogodišnje specijalizacije. Godine 1996. magistrira na Visokoj školi za glazbenu umjetnost “Ino Mirković” u Lovranu.
Kao dvadesetdvogodišnjak debitira u HNK Zagreb kao Marcello u Puccinijevoj operi La Bohème, a tijekom njegove karijere samostalnog umjetnika nastupa na svim opernim pozornicama bivše države (Rijeka, Zagreb, Osijek, Split, Ljubljana, Novi Sad, Beograd, Skopje) te na brojnim ljetnim festivalima (Splitsko ljeto, Riječke noći, Festival Ljubljana, Ljetni festivali Opatija, Pula, Krčko ljeto) pjevajući glavne uloge svog baritonskog i bas-baritonskog faha.
Pjeva pod ravnateljskom palicom velikana poput: Lovre von Matačića, Eduarda Mullera, Riccarda Chaillya, Wladimira Delmana, Kazushi Onoa, Nikše Bareze, a od mnogobrojnih samostalnih nastupa u inozemstvu (Italija, Njemačka, Rusija, Ukrajina, Danska, Češka, Austrija, Japan, Sjedinjene Američke Države, Kanada, Švicarska) posebice treba izdvojiti one u najprestižnijem kazalištu na svijetu - Teatro alla Scala iz Milana kao jedan od rijetkih hrvatskih opernih umjetnika i to na Festivalu Mousorgskog (Soročinski sajam) i praizvedbi opere Luciana Berija Istinita priča, Parme (Falstaff), Torina (Mare Nostro), San Rema (Madama Butterfly), Aleksandrije (Falstaff), Kijeva, Brna, Trsta.
Bavi se opernom režijom (Seviljski brijač - HNK Ivana pl. Zajca Rijeka, 1997.; Madame Butterfly - JAPS Jefferson, USA, 1999.; La Traviata - LAC Mississauga, Kanada 2001.; Seviljski brijač – Festival di Metaponto, Italija, 2003.).
Bojan Šober je oženjen (mr. Olga Šober, nacionalna prvakinja opere) i otac tri kćeri (Kristina, Karolina i Stefani).

## Zaposlenje
- 1975. do danas - vlasnik obiteljske firma "Foto & Shop Bojanida" stare osamdeset godina dobivši mnoga priznanja od kojih je svakako najznačajnije Priznanje istaknutog hrvatskog obrtnika 2001. godine Zavoda za poslovna istraživanja po kojoj je razvrstana u prvih 5% po broju zaposlenih odnosno 12% po opsegu posla u RH.
- 1996./1999. - Ravnatelj Opere HNK Ivana pl. Zajca Rijeka,
- 1997./1998. - V.d. intendanta Hrvatskog narodnog kazališta Ivana pl. Zajca Rijeka,
- 1997./2001. - Viši predavač iz kolegija Solo-pjevanje i kolegija Operna gluma na Visokoj školi za glazbenu umjetnost,
- 2006./2010. - Ravnatelj Festivala Opatija, ustanove u kulturi Grada Opatija

## Diskografija
- Video-opera "Nikola Šubić Zrinjski", Orkestar i zbor HNK Osijek, dirigent Ž. Miller - 1990.,
- CD s "Moscow Great Hall Symphony Orchestra" iz Moskve (Rusija), dirigent Leonid Nikolayev - 1998.,
- CD "Requiem" W. A. Mozart, Orchestra Sinfonica di Sanremo iz Sanrema (Italija), dirigent Fabiano Monica - 2000.,
- DVD i CD u Coimbri (Portugal) „Seviljski brijač“ G. Rossini, Orquestra do Norte, dirigent José Ferreira Lobo - 2004.

## Nagrade i priznanja
- “G.B. Viotti” u Vercelliju (Italija), 2. nagrada na međunarodnom natjecanju opernih umjetnika 1979.,
- “A.T.A. Laboratorio Lirico Sperimentale” (Alessandrija – Italija) 1. nagrada za ulogu Falstaffa u istoimenoj operi G. Verdija,
- Orden Reda Danice hrvatske s likom Marka Marulića za osobite zasluge u kulturi 1998.,
- Nagrada hrvatskog glumišta za najbolju glavnu mušku ulogu 1998.,
- Nagrada "Milka Trnina", najveća strukovna nagrada, za izuzetne umjetničke dosege 2004.,
- Nagrada Grada Rijeke za izvanrednu interpretaciju u Rossinijevim operama "Turčin u Italiji" i "Seviljski brijač" 2004.,
- Nagrada Primorsko-goranske županije 2006.
- Orden Reda Zvijezda talijanske solidarnosti i viteški naslov "Cavaliere" predsjednika Republike Italije Giorgia Napoletana za svoj doprinos promicanju talijanske glazbe u svijetu 2008.

## Lions Clubs International
Bojan Šober je član Lions kluba Rijeka, kluba koji je dio najveće svjetske servisne organizacije (Lions Clubs International). Bivši je guverner hrvatskog distrikta (1999/2000), koordinator za Bosnu i Hercegovinu (2000-2008) a danas član Upravnog odbora i Međunarodni direktor cijele Asocijacije te predsjedavajući odbora za Odnose s javnošću. Za svoj je rad dobio mnoga priznanja među kojima i naslov veleposlanika dobre volje a sama je Asocijacija prošle godine proglašena najtransparentnijom i najboljom udrugom na svijetu u konkurenciji UNESCO-a, Crvenog križa, Rotary Internationala i mnogih drugih.

## Vanjske poveznice
- Bojan Šober proglašen talijanskim vitezom  Arhivirana inačica izvorne stranice od 15. siječnja 2010. (Wayback Machine)
- Olga i Bojan Šober: Zajedno smo nepobjedivi http://www.novilist.hr/Scena/Glazba/Olga-i-Bojan-Sober-Zajedno-smo-nepobjedivi
- Ljubav koja se rodila u Osijeku http://www.glas-slavonije.hr/203444/9/Ljubav-koja-se-rodila-u-Osijeku
- Službene stranice obitelji Šober